# Рудници олова и цинка у Србији
Најзначајније лежиште олова и цинка у Источној Србији - Кучајна, налази се у Ридањско-крепољинској металогенетској зони, која из Румуније у Срби-ју прелази код Голупца, и преко Голубачких планина, Кучајне, Крепољина и Ресавице пружа се доле према југу. Ова зона на терену Србије ретко да је шира од 15-20 км, а стварање ендогених рудних лежишта у овој зони је контролисано горљокредним-ларамијским магматским интрузијама калкоалкалне магме. Доминантни метали су бакар, олово и цинк, а локално се запажа висок садржај злата и сребра (Кучајна). Као пратеће појаве јављају се молибден, антимон и гвожђе. Међу најзначајнија лежишта и рудне појаве у овој металогенстској зони, посматрано од севера према југу, су: Ридан, Кучајна, Антина чука и Решковица

### Рудник Кучајна
Пет километара јужно од Кучева, са леве стране Пека, у долини речице Кучајне налази се рудник олова, цинка, сребра и злата Кучајна.
Кучајна је једно од ретких рудишта у Србији за које се зна да је готово непрекидно експлоатисао све до краја IX. века. Руду су откопавали и топили становници источне Србије још пре доласка Римљана, затим Римљани, у средњем веку Срби, а потом Турци, Аустријанци и коначно у обновљеној српској држави из времена Карађорђа. Сви су они прерађивали само богату оловну руду, а на јаловиштима остављали сиромашније руде са много пирита и сфалерита, које су касније Феликсу Хоф-ману (1864—1892) послужиле за производњу цинка.
После Другог српског устанка и признатих аутономних права од стране Порте Србима, Србију су посетили многи путници и историчари, међу којима је био и Ото Пирх, који је 1829 године пропутовао источном Србијом, и о Кучајни оставио следећи запис:
"Пред почетком те клисуре, где још један споредан поток утиче у Кучајну, леже стари сребрни рудници кучајнски, јер Турци не дозвољавају копање руде. И то ће другачије бити са новим уређењем ствари. Још се виде трагови халда а у средини долине рушевине неког великог масивног здања, у коме је према преградницом и средишњем делу, који има изглед неке куле, била главна пећ. Рушевине се зову Стара Кучајна. Још се виде остаци калдрмисаног пута, који је водио од Пека до Старе Кучајне, време и раја скоро сасвим разрушило."
О руднику Кучајна је писао Василије Симић:
„Историја Кучајнског лежишта је дуга и сеже до римског времена. Но, није искључено, с обзиром на карактер рудишта (изванредна концентрација племенитих метала у горњим хоризонтима рудишта) да је овде било рударске активности и пре Римљана, у древности, када су експлоатисана рудишта расипног злата у долини Пека и његових притока."

#### Геологија ужег подручја Кучајна
Геолошка грађа непосредне околине лежишта је релативно једноставна: карбонски филити и пермски црвени пешчари леже дуж западног обода, док је средишњи и источни део изграђен од јурских и кредних кречњака. Магматске стене су заступљене углавном дацито-андезитима, на чијем се контакту са кречњацима образују мермери, који немају шире распрострањење. Досадашњим рударским радовима и истражним бушењем утврђено је да су најзначајнија рудна тела локализована у пределу Бањског потока. Рудоносна зона образована је дуж западног контакта дацито-андезита и кречњака, дуга је скоро 1 км а широка 150 м, док је рудиште по дубини праћено до 140 метара.
Рудишта у Кучајни имају карактер контактних рудних појава. Она се никада не налазе у виду правилних рудних жица, већ су сконцентрисана у контактној зони у неправилним масама, по пукотинама разних облика и разних праваца. Зато су стари рудари своје радове тако оријентисали да прате руду, у разним правцима и са многим скретањима. Пукотине са рудом појављују се најчешће на контакту између кречњака и еруптивних стена, и бречастог туфа. За ово лежиште од споредног су значаја локалне импрегнације металних сулфида (пирита, галенита и сфалерита), које се на појединим местима појављују."
Према облику, рудна тела се јављају као мања или неправилне сочивасте жице, на контакту кречњака са дацито-андезитима, или као мале магле у туфозним бречама. Ова рудна тела и сочива распоређена су неравномерно по лежишту и без икаквог правила.
Од минерала метала у Кучајни преовлађују сулфиди олова и цинка и деривати њиховог распадања (церузити). Као најзначајнији минерал јавља се галенит, који се понекад у једрим ситнозрним масама налази готово чист, апи и у облику крупнијих зрна помешаних са сфалеритом и пиритом. Осим основних минерала (галенита и сфалерита) нису ретке појаве ни церузита. Од племенитих метала, сребро и злато удружени са оловом, у Кучајни су присутни у знатним количинама.
Према степену концентрације сулфида, издвајају се масивна тела, са преко 60% сулфида, и импрегнационе рудне масе. У појединим рудним телима укупан садржај олова и цинка прелази и 50%. Према извршеној анализи на узорку узетом у поткопу Коста, удео најважнијих компоненти износи: 45.5% олова, 14.7% гвожђа и 1,856 гр сребра по тони руде.

#### Историја Кучајна
Кнежевина Србија се за отварање Кучајне одлучила скоро истовремено кад и за отварање Мајданпека (1849). Међутим, из објективних разлога: недостатка финансијских средстава, комуникација и немогућности да му због недовољног административно-стручног апарата посвети потребну пажњу, рудник Кучајна је једва преживео годину дана (1849—1850). Након прекида радова у Кучајни, о овом руднику се готово ништа више не зна до 1862. године, када рудник Кучајну држава уступа Феликсу Хофману, Аустријском грађанину, пореклом из Нове Молдаве, рударском инжењеру који је у рударству Србије у другој половини IX. века имао веома значајну улогу. Уговор са Хофманом обухвата терене на 16 рудних поља у општинама Кучајна, Мелница и Церемошња, а склопљен је 1862. године на 50 година, уз услов да закупац (Хофман) држави „на име закупа и легалног данка плаћа 5% од чистог прихода као пропорционални, а на свако рудно поље по један дукат цесарски годишње." У оквиру уговорених 16 рудних поља Хофману су издате три повластице: Кучајнска на 10 рудних поља за откопавање оловних руда; Мелничка на 5 поља за откопавање камених и мрких угљева и Церемошња на једно рудно поље за копање ватросталне глине. У то време у Србији, сем у Мајданпеку, није било рударских радника, па је Хофман рударе довео из Нове Молдаве.

##### Оснивање Кучајанског рудокопног друштва олова и сребра
Хофман је био уверен да ће у Кучајни пронаћи богато рудиште олова па се потрудио да изгради савремен и рентабилан рудник који ће у техничком и социјалном погледу бити узоран рудник. Поред пажње коју је посветио изградњи и реконструкцији рудника, одмах је започео и изградњу: топионице цинка и топионице олова; огњишта за одвајање олова од племенитих метала; постројења за одвајање сребра од злата; радничких станова и школе за децу радника. Они који су у то време посетили Кучајну, истицали су да је Хофман настојао да у Кучајни изгради узоран и рентабилан рудник. О томе је по повратку из Кучајне, рударски инжењер Манојло Марић у листу Србија помињао: "По ономе што је учињено мора се признати да је предузећу овоме осигурана будућност; ово нам даје леп пример, колико је кадар да учини одважност и издржање поред нужног знања и с малим средствима. " Нажалост, показало се да су се многи преварили у погледу Кучајне па и Хофман, јер богате руде није било, а са дубином се појавио и проблем подземних вода. За даљи рад рудника показало се да средства, са којима је Хофман располагао, нису била довољна, па је од српске државне благајне затражио позајмицу, и то прву 1863. а другу 1865. године. Како су и даље расположива средства била недовољна, Хофман је био принуђен да део својих власничких права пренесе на друге сувласнике: Ота и Ернеста Хофмана, Вилхелма Сигмунда, Клауземана и Аугуста Барбера, оснивајући са њима Кучајнско рудокопно друштво олова и сребра. Као година оснивања Кучајнског рудокопног друштва помињу се 1864. и 1865. година, али највероватније да је друштво почело да функционише тек 1867. године, са Феликсом Хофманом као техничким директором и Аугустом Барбером као главним ортаком и председником друштва.
Иако је Хофман оснивањем акционарског друштва и кредитима од српске Државне благајне увећао капитал, велики прилив воде онемогућио је даљи рад у јами без нових пумпи и већих издатака за одржавање, што је захтевало нова допунска финансијска средства. Овакви услови смањили су рентабилност предузећа, довели до несугласица међу члановима самог друштва, и 1870. године и до прекида даљег финансирања радова одласка радника из Кучајне у Мајданпек и Банат, и банкротирања Кучајнског рудокопног друштва олова и сребра.

##### Пропадање рудника Кучајне
Године 1871. за рудник Кучајну се заинтересовао енглески капитал. После успешно обављених преговора са српском владом и Ф. Хофманом, Кучајна је 1873. године, под истим условима као и Феликсу Хофману, дата у закуп енглеском друштву Чарлс Филстон и Едвард Браисфорд Бригт, са седиштем у Лондону. Нови власник Кучајне уложио је знатна средства да рудник оспособи за рад и изгради нову топионицу олова. Радови у руднику се механизују увођењем компресора, бушилица, пумпи и друге механизације. До 1875. године из јаме је откопано и извезено 2.200 тона златоносне и среброносне руде олова и 800 тона руде цинка. Међутим, све ово није било довољно да оправда уложена средства и обезбеди очекивану добит, па је нови власник био принуђен да одустане од даљег рада у руднику и 1877. године Кучајну врати претходном власнику (Феликсу Хофману).
Преузимајући Кучајну, а немајући довољно средстава да финансира наставак рада у руднику, Хофман и српска Влада су настојали да нађу новог закупца. Он се појавио тек 1882. године када се за Кучајну заинтересовао Енглез Џон Лич. Али ни после преузимања рудника од стране новог закупца, у руднику се није ништа променило. Нови закупац није био у стању да организује производњу, јер није располагао са довољно финансијских средстава, тако да је после 1884/5. године рад у руднику напуштен, грађевински објекти препуштени пропадању, а укупна активност закупца усмерена ка експлоатацији шума. Пошто је нови енглески закупац (Џон Лич), осим руде искористио и све што се на руднику могло искористити (закуп испаше, закуп кућа и сечу шуме) и напустио рудник, држава је 1887. године несавесном закупцу одузела повластицу и право на рад, а Фелксу Хофману поново вратила концесију. На тај начин 1887. годином завршио се закуп и рад страних закупаца у Кучајни, уколико се Феликс Хофман сматра домаћим индустријалцем.

##### Хофман поново покреће рудник Кучајне
Преузимајући поново Кучајну, Хофман је настојао да под хитно обнови рудник и поправи топионицу и зграде, тако да је већ 1888. г. рудник био активиран, а топионице почеле да топе руду. Године 1890. рудник је већ био у стању да знатну количину руде богату оловом (галенит са садржајем: олова 50-65%; сребра 0,300%; злата 0,0050-0,078%), и цинком (каламина са садржајем: цинка 15-55%; сребра 0,001-0,02%; злата 0,0001-0,00%) пошаље у Аустрију и Немачку, јер постојећи стари погони нису били подесни за обраду руда са садржајем племенитих метала.
У извештају о стању рудника у Србији за 1891. годину, између осталог, наводи се да су у то време у Кучајни били већ активирани и у раду следећи погони: рудник, велика топионица олова и цинка, млинови за руду, пралишта, разне радионице, међу којима и радионица за израду ватросталне опеке (глина је копана у оближњем селу Церемошњи). У то време Хофман је већ имао израђене планове за изградњу нових постројења, која би највероватније била много ефикаснија и рентабилнија од старих, да пожар који је избио у јуну 1894. године није уништио све зграде и принудио га да обустави рад. Да би се потпуно посвети обнови Кучајне, Хофман је исте године (1894) напустио државну службу. Али са рудником опет није имао среће, јер је 1897. године поново избио пожар, који је уништио топионицу и онемогућио даљи рад рудника. Од тада у Кучајни су организовани само радови на одржавању поткопа. Године 1903. на одржавању поткопа радила су само четири, а 1906. шест радника. У наредним годинама прекинути су и радови на одржавању, што је означило и крај радова у Кучајни.

## Рудник Постење
На западним падинама Соколске планине, између Крупња и Љубовије, у атару села Постење регистроване су појаве руде олова на више места, али од свих појава економски најзначајније је Постење. Оно што је карактеристично за рудну зону Ждрело-Постење-Тисовик, је висок садржај карбоната олова (церузита), са садржајем олова и до 74%. Овако висок садржај олова у руди омогућава да руда без додатне концентрације може ићи директно у пећ за топљење. Због високог садржаја олова, сва позната церузитска лежишта су већ откопана, што је случај и са лежиштем у Постењу.

### Геологија лежишта
Рудна тела се у овој рудној зони јављају у облику жица и гнезда састављених од масивних агрегата церузита беле, сиве и црвене боје, са понешто галенита. Церузит се по боји јавља у неколико варијетета (бели, црни или сиви као мешавина беле и црне боје), са лепо образованим кристалима. Према боји минерала церузита локални називи су: бела, мрка и сива руда. Понекад од миља, рудари за сиву и мрку руду користе изразе мркуља и сивуља. У неким деловима лежишта руда је тако проткана масном каолинисаном иловачом, да због ове примесе, минерали церузита добијају црну боју, због чега је названа гаруља. Рудоносне жице се јављају у кречњаку и гранају у више међусобно мање-више паралелних огранака. Местимично се руда појављује и у облику гнезда. На површини у правцу пружања, рудна зона се може пратити око 150 м, с тим што се на дубини од око 100 м рудна зона се скраћује на 50 м. Дебљина орудњене зоне је такође променљива, од 10 cm до 2,5 м. Правац пружања ове зоне је приближно исток-запад, са падом према северу.

### Рударске активности
Рудне жице у Постењу пресечене су Мајданским потоком, који их одваја на источно и западно рудно крило. Рудну зону, ширине 10-50 м. сачињавају рудне жице променљиве моћности, које се према дубини простиру и испод нивоа некадашњег поткопа. Рудна жица је на површини, како на источном тако и на западном крилу, обележена многобројним старим, и новијим радовима сељака рудара, видљивих у облику остатака старих раскопа и окана. У западном крилу стари површински рударски радови су израђени у облику усека, рађеног у правцу пружања рудне зоне, тако да су ови радови иза себе оставили један дубоки усек (ров), по ком је и рудна жица добила име јасланска жица. За разлику од западног крила, на источном крилу рудне зоне, руда је откопавана окнима са површине, разбацаним и неповезаним дуж правца пружања рудних жица, што је разлог да су у овој рудној зони регистровани бројни остаци већ зарушених и у растиње зараслих окана. Сви ови стари и каснији сељачки радови, простирали су се према дубини највише само у распаднутој и измењеној зони. Захваљујући овим старим радовима, савремени истражни радови (поткопи, окна, раскопи) могли су бити са великом сигурношћу пројектовани и извођени.
Још за време Турака, а и касније за време аустријске окупације северне Србије (1718—1738), у Постењу и околним рудницима, сељаци рудари су откопавали и у сопственим топионицама топили руду, што су наставили да раде и за време Првог српског устанка, снабдевајући устанике оловом. Овим послом сељаци рудари наставили су да се баве и после пропасти Првог српског устанка, продавајући олово прво Турцима, на пазарима у Соколу и Ужицу, а касније и српској држави. Када је прорадила топионица у Крупњу (1873), мештани су повећали обим радова на откопавању руде, а руду продавали топионици. У том периоду руда је откопавана у: Постењу, Рујевцу, Селанцу, Црнчи, Доњој Оровици и Торнику. Према извештају владиног комесара из 1877. године, у Постењу (вероватно се мисли на Постење и све околне руднике) је дневно откопавано и препрано и до 450 кг руде са садржајем олова у примитивно обогаћеном концентрату од 68-72%. Овакав начин рада у Постењу трајао је до 1878. године када је држава одлучила да започне истражне радове на овом терену. Држава је поред мноштва подземних ходника израдила и пет поткопа, од којих су два зарушена, док су преостала три још дуго била у добром стању. До 1900. године у Постењу је израђено преко 5.000 метара подземних просторија, а за то време откопано и препрано само 1.420 тона руде са садржајем олова у руди од 62%.
Јамска руда садржавала је 49-60%, а препрана 60-70% олова. Целокупна производња руде олова одвезена је и продавана топионици у Крупњу.

## Рудник Костајник
Рудник Костајник налази се у атару села Костајника лоциран у долини Дубоког потока, који се улива у Корснитску реку, а од насипа Крупањ —Лозница удаљен је 1 км. У домаћој и светској литератури, лежиште и рудник Костајник, су познати као лежиште и рудник антимона, док о Костајнику, као некадашњем руднику олова, мало ко и у нашој земљи зна, иако је у средњем веку, а можда и раније, на овом рудишту откопавана искључиво руда олова, што можда најбоље потврђују на врху Костајничког виса остаци старог града (кастела) Костајника. В. Карић је о овом кастелу написао: „..Јужно од села издиже се брег Костајник, пун испропадалих старих окана у којима су заостали трагови веома јаке радње на сребру, а на самом брегу још постоје развалине од замка који се и сам Костајник зваше.

## Рудник Јагодња
Северозападно од рудника Постење, код Кошутње стопе, на брду Јагодња, по ком је рудиште олова добило име наилази се на мноштво старих рударских радова, који се преко Присеке и Селанца протежу до саме Дрине. Већ по бројности ових старих радова и рудних појава које се појављују на површини, може се закључити да Јагодња представља веома значајно рудиште. Приликом своје посете Јагодњи, Ј. Жујовић је забележио да се рудне жице на површини појављују на 46 места.
На местима старих радова и изданачких зона, у шездесетим годинама 19. века, започети су први истражни радови, тако да их данас сусрећемо разасуте по падинама Јагодље, а препознају се као: На вратницама, Под грабом, На брезама, Бели мајдани, Велики и Мали мајдани и тд. Истражни радови на Јагодњи започети су 1862, и са мањим прекидима истраге су трајале до 1898. године. Колики је био обим истражних радова, па и заинтересованост државе да истражи ово рудиште, види се из податка, да је 1870. године истражних поткопа и окана било укупно 350 м, а 18 година касније (1888), укупно истражених поткопа, ходника и окана 1.751. м. До одустајања од рудишта на Јагодњи (1898) укупно је било израђено 2.480 метара поткопа, ходника и окана. Ови радови, иако су пресекли више рудних појава, показали су да ни једна од ових појава не оправдава инвестициона улагања за неку дугорочнију и већу производњу руде, што је и био разлог да су радови 1898. године обустављени.
У току извођења истражних радова откопана је и извесна количина руде, тако за 11 година рада (1862—1873) откопано је само 35 тона руде олова. Иако је од 1873-1875. на Јагодњи интензивно рађено, једва да је добијено нешто више руде него у претходном једанаестогодишњем периоду. Моћност рудоносних тела кретала се од неколико цм до 1 метра, а највеће рудно гнездо садржавало је једва 30 тона руде. Поред церузита, као главног носиоца орудњења, јавља се још и галенит, као други минерал олова, а и појаве минерала других корисних метала.
У Јагодњи је руда вађена са 18-25% олова. Пребирањем и препирањем добијао се концентрат са садржајем олова између 58 и 68%. Анализе су показале да концентрат који садржи 43% олова, у просеку садржи само 71 гр сребра концентрата.

## Рудник Селанац
Источно од Црнче, у атару села Селанац, на више места на површини запажају се изданци рудних жица и остаци старих рударских радова и некадашњих топионица, који су крајем 19. века послужили као оријентири код планирања и извођења истражних радова на описаном терену. Као потенцијално лежиште олова и цинка, процењеноје да би то могла бити рудна тела и жице дуж Селеначке реке. Ограничени простор је истражен већим бројем истражних поткопа различитих дужина и оријентација, који су на многим местима пресекли рудне жице, али очекиваних резултата није било.

## Рудник Тисовик
Показало се да су лежишта и рудне појаве олова у кречњачким масама на огранцима Медведника најперспективнија лежишта у оквиру југоисточне области Подриња. Под овим именом (Тисовик) обухваћено је неколико мањих рудних лежишта на југозападним падинама Медведника, од којих су се као најинтересантније показале појаве на локалитетима: Тисоник, Локве и Крушик. Сва ова лежишта налазе се непосредно испод Медведника, на десној обали реке Љубовиђе. И у овим лежиштима, исто као и у Постењу, искључиво је као рудни минерал заступљен карбонат олова - церузит. Да је још од давнина руда на Медведнику откопавана доказују многобројни, на све стране разасути, остаци старих радова. Најстарији писани траг да је на овом терену било неке рударске радње и за време Турака, оставио нам је у својим Мемоарима прота Матија Ненадовић, који је о томе написао: "Дахије отворише оловски мајдан у Дренајићу ваљевске дахије под Медведником, и све је мој отац од наше куће на колима у Београд олово спремао, но ипак су кумпанијама, што су олово копали, плаћали сваку оку но 20 пара." По мишљењу В. Симића, догађаји које је прота Матија Ненадовић у својим мемоарима описао, десили су се 1801. или 1802. г.

### Геологија лежишта
Церузитски рудоносни терен Тисовик обухвата зону дугу преко 30 км., у оквиру које се налази више рудних лежишта, чије жице и рудна тела углавном садрже руду олова. Рудоносни терен, непосредно у зони Тисовика (кота врха 945 м), изграђен је од тријаских седимената и вулканита: верфенских кречњака, средњотријаских кречњака и порфирита. У средњотријаским кречњацима постоји зона бреча,, у којој се налазе изолована гнезда, ређе жице церузита. Руда се састоји од белог, црног и црвеног церузита. Црни церузит је углавном везан за дубље делове лежишта. Међу белим церузитом запажено је и присуство галенита, што није случај са црвеним, који је богатији лимонитом, гетитом и пиритом.

### Рударске активности
Рударски радови на овом терену започети су 1865. године када је једно рудно поље у Крушику дато као повластица акционарском друштву Подгорских рудника, које је у ваљевској Подгорини требало да експлоатише руду бакра (Ребељ и Вис). Прве радове друштво Подгорски рудници започело је под Крушиком, на месту званом Козила. Осим повластица у Крушику, друштво Подгорски рудници је своја повласничка права проширило са још четири нове повластице, у оквиру којих су обављени истражни радови, који мора да су дали наду својим власницима да се ту може отворити рентабилан рудник. Једино ако су резултати истражних радова били позитивни, могуће је правдати што је 1894. године Друштво на овој локацији изградило постројење за чишћење и концентрацију руде. Постројење су сачињавали: машинско пралиште са круњачем, мељачима, сандуцима, олуцима за таложење и равним покретним столовима од гуме за испирање руде. Само што је постројење прорадило и завршило славље, друштво је пало под стечај, и проузроковало обуставу рада у свим погонима деоничарског друштва.
Података о производњи за овај период нема, осим што је остало забележено да је крајем 1894. године извезена са рудишта „већа партија руде" и одвезена на Саву код Обреновца.
У току педесетих година 20. века, приликом једне своје посете Подрињу, В. Симић је забележио да су се још и тада на Крушику могле видети рушевине некадашњег пралишта.
Од 1894. до 1934. када је под Тисовиком, у селу Драгодолу, пронађена руда олова, о овом лежишту нема података. Године 1934, после 40 година од обуставе рада, повластицу Тисовик је откупио Душан Јовановић, геолог, и организовао истраживања на локалитетима Локви, Градини а затим и на Крушику. Паралелно са истражним радовима вршена је и експлоатација. 
После капитулације Краљевине Југославије (1941) сви радови су обустављени. За време рата рудник није радио, а зграде и постројења су уништени. Након ослобођења (1945) рудник и његова имовина су национализовани и преведени у државно власништво.

## Рудник Завлака
Северозападно од Осечине, на западним падинама Влашића, у атарима села Завлаке и Сипуље, на десној обали Јадра, на површини се појављују изданци рудних жила који се могу пратити неколико километара. Лежиште садржи претежно руду цинка, али уз руду цинка местимично се јављају и руде олова. Истражни радови у Завлаци започети су 1870. године, истовремено кад и у осталим Подринским рудним реонима. Радове је у почетку организовала и финансирала држава, али због велике удаљености рудника од топионице у Крупњу (преко 20 км), и слабог искоришћења олова приликом топљења (само 27,7%), држава је 1896. године изгубила економски интерес за ово лежиште, па је рудна поља у Завлаци огласила слободним. Од тада се у Завлаци радило само повремено
Најинтензивније се у Завлаци радило од 1872. до 1874. године, али ипак до 1888. године у Завлаци је било израђено само 237 м поткопа и ходника. Руда олова одвајана је од руде цинка, и као концентрат одвожена у Крупањ, док је руда цинка складиштена на руднику. Према евиденцији из 1898. године, на купишту у Завлаци, налазило се ускладиштено око 900 тона руде цинка.
Крајем 19. века право простог истраживања на терен у Завлаци откупио је један француски повластичар, који је експлоатисао руду уз минимално одржавање рудника. Руду цинка испоручивао је цинкарни у Цељу, која је делимично и финансирала радове на експлоатацији. Каква је даље била судбина рудника и да ли је за време Првог светског рата нешто рађено на руднику нема података.

## Власинско-осоговска рудна област
Под овим именом подразумева се област између реке Власине на северу и Брегалнице на југу. Област је од севера према југу дуга око 115 km, а широка 30 км. Протеже се дуж бугарско-српске границе, и у њој се, између осталих, истичу високе планине, као Чемерник, Варденик, Бесна кобила, Беле воде и Рујен. 
Према П. Илићу, до Првог светског рата, на целом крајњем југу Србије најозбиљнији рударски радови извођени су у Рупљу, где су откривени многобројни изданци са среброносном оловном рудом. Поред Рупља истраживања су организована и на другим местима у овом крају у којима су откривене среброносне оловне руде истог квалитета као и у Рупљу. У околини Сурдулице налазе се две значајније локације: једна скоро на самој српско-бугарској граници, у Кривој Феји (извештај је с почетка 20. века), и друга у Мачкату.

### Геологија лежишта
У атару села Рупља, на контакту између микашиста и трахита, на површини су на више места видљиви изданци рудних жица које у себи садрже руду олова и цинка. Рудне жице се јављају на контакту између трахита и микашиста, променљиве су моћности, од неколико цм до преко једног метра. Од рудних минерала преовлађује галенит, који се јавља у облику ситних зрна или љуспица. Рудна маса коју изграђује ситнозрни галенит је релативно чиста, док онај део рудне жице где се као минерал олова јавља љуспасти галенит, као пратећи минерали јављају се сфалерит и пирит. Поред присутности у рудним жицама, галенита у заједници са сфалеритом и пиритом, као цементно везиво јавља се и доломитична бреча.
Према првим анализама које је извршио С. Лозанић на узорцима руде из Рупља, руда садржи 49% олова, при чему 100 кг олова садржи 0,235 кг сребра. Касније анализе су показале да је садржај сребра у олову и већи, и да га у 100 кг олова има од 0,3-0,4 кг. Приликом ових анализа запажено је да су ситнозрни варијетети галенита сребром богатији, и да 100 кг олова добијеног од ситнозрног галенита садржи чак и до 2 кг сребра.
Показало се да су сличних карактеристика и рудне жице у широј околини Рупље у атарима села Предејана, Биљанице, Брода, Новог Села, Криве Феје и Сурдулице. Свакако да су овако богата рудишта морала побудити велико интересовање и код државе и код приватних инвеститора, па и код познатог српског индустријалца Ђорђа Вајферта, који је одлучио да од државе затражи прво право на истраживање, а касније и повластицу за терене у атару села Рупље.

### Рударска активност
После српско-турског рата (вођеног 1878. године) и ослобођења јужне Србије од Турака, започета су истраживања на лежиштима руда олова и цинка у атарима села Рупља, Предејана и Брода. На овом терену уочавају се на многим местима изданци руда, обележени старим радовима у виду зарушених окана, раскопа и тросквишта." Први истражни радови започети су 1880. године и од тада започиње нова, али краткотрајна историја рударства у овом крају. Прва повластица издата је на 80 рудних поља 1888. године Ђорђу Вајферту индустријалцу и Алекси Новаковићу адвокату из Београда. Рудникје био познат под именом Ћурина срећа. Изгледа да је крајем 19. или почетком 20. века повластичарима (Вајферту и Новаковићу) понестало капитала, па је једно француско друштво које је већ имало концесију у Подрињу, преузело и ову концесију. Руда је тражена на више места, све до 1905. године, када су радови обустављени. Праве производње овде и није било а оно руде што је произведено и продато топионици олова у Фрајбергу, добијено је у највећем проценту из истражних радова. Истражни радови у Рупљу били су у највећој мери извођени на локацији Црвени брег и у потоку Свињарник, међусобно удаљени око 1.000 метара. Истраживања су показала да руда на оба локалитета припада истој рудној жици и да је има до 350 метара дубине, с тим што проценат галенита опада са дубином. Хемијске анализе руде показале су да руда садржи цинка 29—31%; олова 57,4-64,3% и у олову 0,08-0,47% сребра. Показало се да је руда у Рупљу и златоносна. Према Доелстеру, који је добио податке од ондашњих власника рудника, руде садрже 3-30 г злата/т. док из једног извештаја тадашњег управника рудника, руда у просеку садржи 10 г злата у једној тони руде.
Према тврђењу тадашњег управника радова у Рупљу на простору од око 112. км, између Г. Равништа (Гувништа) и сеоске механе, запажено је око 360 рудних изданака, на којима су до сада са 37 поткопа обављени истражни радови.
Највећи обим рударских истражних радова изведен је на локалитету познатом као Свињарник. На том локалитету израђена су четири поткопа, на четири различита висинска нивоа, чија висинска разлика, почев од горњег, износи: 63, 42 и 40 метара. Уз помоћ ових поткопа рудиште је отворено до дубине 145 метара. Од свих ових поткопа најдужи је трећи који је отворио трећи хоризонт на дужини од 600 метара. Овим радовима отворена је цела рудна жица на поменутој дубини и дужини. Пратећа стена је микашист у коју је утиснута рудна жица дебљине око 2 метра (са приметним повећањем дебљине на контакту трахита и микашиста), правца пружања север-југ и падом према западу под углом од 40 -70 степени. Руду представља распаднути микашист проткан кварцним жилицама и доломитом. Кроз средину рудне жице провлачи се једно рудно влакно дебљине 10-15 cm, састављено од галенита и сфалерита, са повременим пратиоцима: пиритом и халкопиритом. Распаднута рудна маса изграђена од микашиста, углавном је обогаћена пиритом. У рудној маси јавља се, али само местимично и тетраедрит. У ситнозрном галениту појављују се и веома лепи ситни листићи чистог сребра. Аргентит је чешћи пратилац рудне масе, и онда када га који олакшавају искоришћавање; засад је трасирана једна 7 км дуга жичница од Црвеног Брега дуж Предејанске реке која тече од истока на запад ка моравској железничкој прузи. Пошто је код западног Предејана пронађен и угаљ, постојали би сви услови за успешно настављање ове металуршке делатности."

#### Лежиште Црвели брег
налази се на око 10 км удаљено од Предејана. Лежиште је више пута истраживано и напуштано, чак и нешто руде је откопано, али се од даљег рада увек одустајало због малих резерви. Рудна тела имају облик жица у облику издужених сочива, међусобно повезаних раседима правца северозапад-југоисток. Најважнији минерали су галенит и сфалерит.

#### Лежиште Предајанска Река
Западно од Црвеног брега, у Предејанској ре-ци, познате су појаве минерализације халкопирита у шкриљцима. То су претежно кварцно халкопиритске жице са сфалеритом мале моћности. Садржај цинка креће се око 1%, а бакра до 0.9%. У економском погледу појаве у Предејанској реци су од малог значаја.

#### Рудно поље Бесне Кобиле
У овом рудном пољу рудних појава има на више места, и то не само у атару села Крива Феја, већ и у атарима осталих села, Горње и Доње Љубате, Мусуљ све до Караманице. Међутим, најзначајније појаве и лежишта су у атару Криве Феје, у оквиру чијег атара је отворен рудник благодат.
Рударска активност у овом крају датира још из античких времена, а можда и од раније, јер је у старим рударским радовима, у Ајдучком Осоју, нађен метални новац из периода Александра Македонског (336—323. п. н. е.). На истом локалитету нађен је и метални новац из периода владавине византијског цара Теодосија И (379—395). Ови стари радови по дужини се протежу до 600 м, и по неким проценама из њих је ископано око 2 милиона м.3 камена. На посебно велике свртњеве и раскопе наилази се још и данас под Краварником.
Како је с почетка 20. века Криву Феју и рудиште у атару тога села видео руд.инж.Петар Илић, цитираћемо у скраћеном облику.
„Предео Криве Феје спада у врло интересантне крајеве наше земље, како по свом географском и висинском положају, тако и по свом геолошком склопу и својој рудовитости. Налази се на самој српско-бугарској граници, а на прелазним висинама од 1400-1946. метара над морским нивоом.
Геолошки састав, као и рудовитост наговештавају се још у подножју његовом у самој моравској долини Корбејевачке реке, која поред њега пролази. Ту се на први поглед примећују ровови и хумке, као вероватни трагови старих пралишта, слични онима које виђамо у долинама Пека и Тимока. Нарочитим опажањем и испитивањем могао би се ближе одредити карактер ових старих радова, који несумњиво имају велику вредност за истражне радове на овом терену.

## Лежиште и рудник Благодат
Рудник олова и цинка Благодат, у литератури познат још и као Крива Феја и Мусуљ (у првој деценији 21. века одомаћило му се име Грот) налази се у атару села Крива Феја на југоисточним падинама Бесне кобиле (1922 м.) на надморској висини од 1500 метара. Рудник је удаљен од Врањске бање путем око 38 км. На овом подручју налазе се многе појаве руда олова и цинка, од којих су најзначајније оне које се налазе у атару села Крива Феја. У оквиру рудног поља Крива феја отворен је рудник Благодат, који је још и данас активан. Сва лежишта унутар овог рудног поља су жичног типа. Рудно поље захвата површину око 80 km² и у њему је до сада идентификовано више лежишта и појава руде олова и цинка. 

### Геологија лежишта
Рудно поље Благодат је образовано на југоисточном ободу Сурдуличког гранодиорита, и у тесној је вези са хидротермалном активношћу изазваној вишефазним кварцлатитским субвулканским интрузијама. Површина рудног поља износу око 80 km² и у њему је до сада идентификовано неколико лежишта и појава руде олова и цинка. У непосредној близини рудних тела јављају се пробоји кварцлатитских дајкова, чији положај контролишу разломи правца северозапад-југоисток. Дислокација са истим елементима пада контролише и просторни положај лежишта Благодат, а може се пратити од Ајдучког Осоја до Мусуљске реке. Облик рудних тела и начин депоновања рудних и пратећих минерала у тесној су вези са хемијско-механичким карактеристикама средина у којима су се кретали рудоносни хидротермални раствори. У зависности да ли су рудна тела настала селективном метасоматозом карбонатних интеркалација или на неки други начин, орудњабање може бити у облику: а)компактних рудних тела б)као испуна пукотиа, прслина и шупљина в) као штокверно-импрегнационо орудњавање. Без обзира на облик и размере орудњавања, сва до сада идентификована рудна тела су међусобно раздвојена јаловим или слабоминерализованим стенама. Према Д. Симићу и Б. Јовићу у лежишту Благодат било је могуће издвојити неколико рудних тела, која су обележена бројевима од 1—5, Далеко највеће размере и економски значај имају рудна тела означена са 1. и 2. док су остала рудна тела мањих димензија и са малим резервама. Основне карактеристике ових рудних тела су:
Рудно тело 1. Дуго је око 120 м а моћност се мења од 2 до 20 м. Орудњене површине на појединим хоризонтима мењају се од 2000-4500 м . Прелаз ка околним стенама је понекад постепен, па се контуре рудних тела повлаче према граничном садржају олова и цинка, али је понекад и оштро изражен.
Рудно тело 2. Ово рудно тело изграђује претежно штокверкно-импрегнационо орудњеље, што је разлог да се код овог тела контуре веома често тешко разазнају, а једино мерило по ком их је могуће дефинисати је гранични садржај олова и цинка у руди. Само рудно тело дуго је 250 м а моћност је од 2-3,5 м. Орудњене површине на појединим хоризонтима имају 6-10.000 м . Ово рудно тело је и највеће рудно тело у лежишту Благодат.
У оквиру рудног поља Благодат, осим лежишта у Кривој Феји, од извесног значаја су и околна лежишта олова и цинка, међу којима су нешто боље истражена Баре-Ђавоља воденица и Вучково лежиште.
Лежиште Баре-Ђавоља воденица налази се североисточно од лежишта Благодат и на неки начин представља његов саставни део мада се рудна тела структурно-морфолошки нешто разликују. Лежиште спада у групу типичних жичних лежишта, а делом и у групу лежишта импрегнационо-жиличастог типа. Лежиште је истражено рударским радовима и отворено на више хоризоната. Орудњење се јавља у облику јако издужених сочива по пружању раздвојених јаловом стеном. Моћност рудних жица у овим сочивима креће се од 0,5-1 м. Минерални састав је сличан минералном саставу у лежишту Благодат. Садржај олова у рудним жицама креће се до 8% а цинка око 7%.
Иако се Вучково лежиште налази недалеко и североисточно од лежишта Крива феја, Б. Јовић га издваја као посебно лежиште. Контура лежишта одређена је на основу већег броја истражних бушотина. Моћност минерализоване масе се креће од 60-90 метара. Орудњење је штокверско-импрегнационог типа, са садржајем руде олова и цинка до неколико процената, при приближно једнаком учешћу олова и цинка. Минерални састав је сличан као и у претходна два лежишта, где су пирит, сфалерит и галенит, са нешто халкопирита, основни рудни минерали. Према мишљењу С. Јанковића иако се ово лежиште одликује ниским садржајем олова и цинка, његова подземна експлоатација економски није исплатива, али је лежиште ипак интересантно јер постоје услови да се откопава површински.
Осим поменутих лежишта у рудном пољу Бесне кобиле, постоје и друге појаве, које до сада нису још довољно истражене (Кула, Паишне ливаде, Камник, Мечка долина, Базиште и др.).

### Рударске активности
Највероватније да је рударска активност на овом рудишту Криве феје започета крајем 19. века. Према расположивим подацима на руднику је 1903. године већ било запослено 150 радника и три инжењера. Међутим изгледа да су радови убрзо обустављени а настављени тек 1911. када је концесију за ово подручје преузело француско акционарско друштво Социале комерциале д'Ориенте. Нови власник је проширио истражне радове и започео припрему за експлоатацију и обогаћење руде. У времену од 1911-1914. године углавном је откопавана само богата руда, која је прана у пралишту изграђеном 1911. године у месту Коси Дол недалеко од рудника. Капацитет пралишта је 1912 године нешто повећан. Уочи Првог светског рата власник концесије је намеравао да изгради ново пралиште у Босиљграду или негде на Морави са знатно већим капацитетом, али га је рат у томе спречио. До 1914. године изгледа да лежиште није било још довољно припремљено за експлоатацију јер је пралиште прерађивало углавном руду добијену из истражних радова. За време Првог светског рата на руднику се није радило.
После Првог светског рата (1919) до тридесетих година 20. века на руднику се није ништа радило. Послератна прва концесија за истраживање и експлоатацију руде на терену Криве феје, у величини од 500 хектара додељена је средином тридесетих година италијанском акционарском друштву из Милана. Друштво се углавном оријентисало на истражне радове сведене у највећем обиму на чишћење старих рударских радова и узимање проба. Узорци руде испитани 1937. године показали су да руда садржи: олова 15%, цинка 11% и сребра 26 гр по тони руде. За време Другог светског рата радови нису обновљени нити је ишта на руднику рађено. Новија истраживања почињу 1948. године и са прекидима трајала су до 1964. године када је почела изградња новог рудника олова и цинка Благодат.
Данас је лежиште Благодат углавном већ исцрпљено. Имајући у виду мале руде које су откопане и оно што је још преостало за откопавање, процењује се да су укупне резерве руде олова и цинка у оквиру лежишта Благодат износиле око 8 милиона тона сад око 4% садржаја олова и 4% садржаја цинка.

## Рудни реон Караманице
Налази се на јужним огранцима Бесне кобиле југозападно од Босиљграда. Површина овог рудног поља износи око 90 км.2 Водећи минерали су минерали олова и цинка. Иако је ово подручје истраживано више од 30 година, публикованих радова о лежиштима у оквиру овог рудног поља има мало, док се највећи део геолошке документације и даље налази у стручним фондовима геолошких организација. Међу рудним лежиштима у овом рудном реону истиче се само неколико: Поповица — лежиште жилног типа у коме се орудњење јавља у облику жица и жилица, са променљивим садржајем метала, у зависности од рудног тела: олова од 3,98-4,32%, цинка од 11,02-17,15% и бакра око 1,4-1,8%; Подвирови - лежиште жилног типа, стварано под истим условима као и лежиште у Поповици, са средњим садржајем најважнијих метала: олова 9,7%, цинка 8,73% и бакра 2,2%; Луке —Пропесејг - стварано дуж зоне разламања дуге око 7 км са бројним појавама корисних минерала, чија се рудна тела јављају у облику жила и импрегнационих зона, са високим, али и променљивим садржајем метала: олова од 4,5 -6,7% и цинка од 7,4-10,9%; Барје лежиште стварано под истим условима као и претходна лежишта, с тим што су дуж разломних зона уместо рудних жица образоване импрегнационе зоне сиромашне корисним минералима, са садржајем: олова 0,84-1,20%, цинка 0,83-2,7% и бакра 0,19-0,80%; Лиска лежиште у ком се корисни минерали јављају у једној уској минерализованој зони ширине 70 м и дужине око 200 м, у виду танких импрегнација, са садржајем олова 0,7% и цинка 2,38%.
У рудним телима Караманице, сфалерит и галенит су основни корисни минерали, док је од осталих минерала нешто више заступљен халкопирит.
Због ниског садржаја корисних минерала и малих резерви рудна тела у овом пољу, са становишта експлоатације и економије, су од мањег интереса.

## Лежиште и рудник Злетово
Рудник олова и цинка Злетово налази се на западним обронцима Осоговског планинског масива, у североисточном делу кратовско-злетовске рудне области, у атару села Добрева, што је разлог да је рудник познат и под именом Добрево. Седиште рудника је у Пробиштипу, 7 км удаљеном од рудника.